# Fayza Issaka Abdou Kerim
Fayza Issaka Abdou Kerim (* 14. April 1996) ist eine Leichtathletin aus Togo, die im Weit- und Dreisprung an den Start geht.

## Sportliche Laufbahn
Erste Erfahrungen bei internationalen Meisterschaften sammelte Fayza Issaka Abdou Kerim im Jahr 2019, als sie bei den Afrikaspielen in Rabat mit 5,92 m auf den zehnten Platz im Weitsprung gelangte und mit der togolesischen 4-mal-100-Meter-Staffel mit 46,94 s im Vorlauf ausschied. 2022 belegte sie bei den Afrikameisterschaften in Port Louis mit 5,70 m den elften Platz im Weitsprung und gelangte mit 12,34 m auf den achten Platz im Dreisprung. Anschließend wurde sie bei den Islamic Solidarity Games in Konya mit 5,47 m Zwölfte im Weitsprung und gelangte mit 12,67 m auf Rang zehn im Dreisprung. Im Jahr darauf belegte sie bei den Spielen der Frankophonie in Kinshasa mit 6,18 m den vierten Platz im Weitsprung und klassierte sich im Dreisprung mit 13,08 m auf dem sechsten Platz. 2024 gelangte sie bei den Afrikaspielen in Accra mit neuem Landesrekord von 13,23 m auf den sechsten Platz im Dreisprung und belegte im Weitsprung mit 6,03 m den siebten Platz. Im Juni belegte sie bei den Afrikameisterschaften in Douala mit 12,61 m den achten Platz im Dreisprung und wurde im Weitsprung mit 5,89 m Neunte.

## Persönliche Bestzeiten
- Weitsprung: 6,18 m (+1,2 m/s), 2. August 2023 in Kinshasa
- Dreisprung: 13,33 m (+0,7 m/s), 4. Juni 2024 in Accra (togolesischer Rekord)